# 六合一統帽

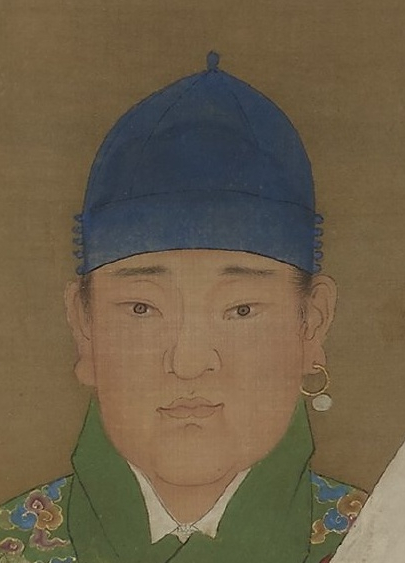
六合一統帽, 源于颖国武襄公杨洪像

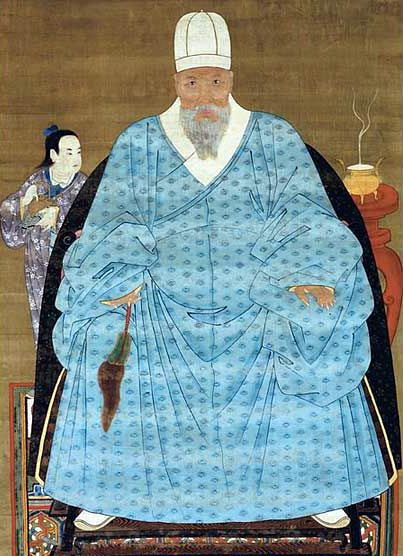
戴六合一統帽的明代男子

六合一統帽又名「小帽」。多用於市民百姓，用六片羅帛拼成的半圓形狀帽。
相传来源为明太祖所创，他倡導一統山河，故取六合一统、天下归一之意。為明朝被市民穿戴，时间最长，最普遍的一款首服，贯穿明代始终，朝鲜也效仿。小帽的质料是夏秋用纱，春冬用缎。

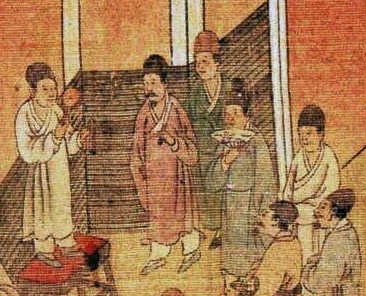
皇都积胜图上戴帽的明朝群众。

其後身為清朝的瓜皮帽，分成六瓣或八瓣，只是帽子高度下降。